# 正安 (選區)
正安（英語：Ching On，代號H18）是香港黃大仙區議會下轄的選區，2003年設立，2023年取消，末任區議員為獨立民主派人士黃逸旭。

## 範圍
選區位於慈雲山東北部，包括慈正邨（除正德樓及正和樓）、慈安苑安康閣，與其相鄰的選區有慈雲西、慈雲東、瓊富和正愛，以及沙田區議會的乙泉、愉欣和西貢區議會的白沙灣。選區名稱由慈正邨及慈安苑次字組成，投票站設於慈雲山聖文德天主教小學。

## 沿革
正安選區於1980年代與現時正愛、瓊富選區一帶劃為慈雲山東選區，除1982年選舉定為單議席，在1985至1994年則定為雙議席。
1993年港督彭定康推行政改方案，取消區議會委任議席及雙議席選區制度，全面實行單議席單票制，並改由選區分界及選舉事務委員會制定，區議會選區數目大幅增加，同時九十年代初慈雲山公屋正值重建，大量人口遷出，慈雲山範圍在劃出瓊富選區後，當時以慈雲山道為分界，劃為慈雲南及慈雲北兩個選區。
1994年區議會選舉，慈雲南、北議席由東九龍居民委員會成員鄭德健及姚蕭成分別於兩區自動當選。其後慈樂邨、慈安邨、慈民邨、慈正邨等陸續入伙，人口日漸增加。1999年區議會選舉，屬慈雲山道以北的慈雲北選區，因應鄰近選區調整，吸納慈愛苑，選舉由姚蕭成繼續當選。
正安選區首次出現於2003年區議會選舉，由原有的慈雲北及慈雲東分拆而成，姚蕭成未有參選，由當時並未加入工聯會的郭偉强、獨立人士陳少華與民主黨黃逸旭爭奪，最後黃逸旭險勝。
2007年區議會選舉，當時估算約19,992人，其中有9,004位選民，退出民主黨的黃逸旭改為參與泛民區選聯盟，以示民主派身份。這次他與民建聯張思晉爭奪，經過四年來的努力，最後黃逸旭成功連任並大幅拉開得票差距。
2011年區議會選舉，選區估算約20,203人，其中有11,054位選民。黃逸旭與工聯會的陳澤森爭奪，最後黃逸旭第二度成功連任。
2015年區議會選舉，人口估算約20,235人，工聯會陳澤森轉往竹園南參選，黃氏在無其他候選人競逐情況下自動當選，第三度成功連任，然而選舉期間有親中同鄉會組織將黃列入支持名單內，使黃逸旭惹來「投共」之虞。
2019年區議會選舉，黃逸旭以近七成得票擊敗工聯會劉學廉，繼續連任。基於非建制派全取黃大仙區議會所有議席，2020年黃逸旭獲推舉為黃大仙區議會副主席，2021年7月9日，因應政府計劃追討協助民主派初選區議員的酬金津貼傳聞所帶動的區議員辭職潮中，黃逸旭辭去區議員一職。

## 軼事
此區是重建後的慈雲山四個選區中，唯一一個從未曾有建制派人士勝出的選區。

## 歷屆議員
| 屆別                 | 議員   | 政治聯繫 | 政治聯繫 |
| -------------------- | ------ | -------- | -------- |
| 2004年－2007年       | 黃逸旭 |          | 民主黨   |
| 2008年－2011年       | 黃逸旭 |          | 無黨籍   |
| 2012年－2015年       | 黃逸旭 |          | 無黨籍   |
| 2016年－2019年       | 黃逸旭 |          | 無黨籍   |
| 2020年－2021年7月8日 | 黃逸旭 |          | 無黨籍   |
| 2021年7月9日－2023年 | 懸空   | 懸空     | 懸空     |

## 歷屆選舉結果
| 政党   | 政党   | 候选人    | 票数  | %     | ±      |
| ------ | ------ | --------- | ----- | ----- | ------ |
|        | 工聯會 | 1. 劉學廉 | 2,584 | 30.59 | 不適用 |
|        | 獨立   | 2. 黃逸旭 | 5,862 | 69.41 | 不適用 |
| 多数票 | 多数票 | 多数票    | 3,278 | 38.81 | 不適用 |

| 政党 | 政党 | 候选人 | 票数     | %      | ±      |
| ---- | ---- | ------ | -------- | ------ | ------ |
|      | 獨立 | 黃逸旭 | 自動當選 | 不適用 | 不適用 |

| 政党   | 政党   | 候选人    | 票数  | %     | ±      |
| ------ | ------ | --------- | ----- | ----- | ------ |
|        | 獨立   | 1. 黃逸旭 | 3,762 | 76.89 | +6.01  |
|        | 工聯會 | 2. 陳澤森 | 1,131 | 23.11 | 不適用 |
| 多数票 | 多数票 | 多数票    | 2,631 | 53.78 | +12.01 |

| 政党   | 政党   | 候选人    | 票数  | %     | ±      |
| ------ | ------ | --------- | ----- | ----- | ------ |
|        | 獨立   | 1. 黃逸旭 | 3,236 | 70.88 | 不適用 |
|        | 民建聯 | 2. 張思晉 | 1,329 | 29.11 | 不適用 |
| 多数票 | 多数票 | 多数票    | 1,907 | 41.77 | 不適用 |

| 政党   | 政党   | 候选人    | 票数  | %     | ±      |
| ------ | ------ | --------- | ----- | ----- | ------ |
|        | 民主黨 | 1. 黃逸旭 | 2,098 | 49.95 | 新選區 |
|        | 獨立   | 2. 陳少華 | 528   | 12.57 | 新選區 |
|        | 工聯會 | 3. 郭偉强 | 1,574 | 37.48 | 新選區 |
| 多数票 | 多数票 | 多数票    | 1,907 | 41.77 | 新選區 |

## 資料來源
1. ↑  . 2015-10-15  [2019-12-06]. （原始内容存档于2021-03-13）.
2. ↑   (PDF).   [2019-12-06]. （原始内容存档 (PDF)于2020-11-30）.
3. ↑   (PDF).   [2019-12-10]. （原始内容 (PDF)存档于2020-08-20）.
4. ↑  . 蘋果日報. 2015-11-11  [2019-12-10]. （原始内容存档于2020-08-28）. 参数|newspaper=与模板{{cite web}}不匹配（建议改用{{cite news}}或|website=） (帮助)